# 三首國

圖出自《古今圖書集成·方輿彙編·邊裔典·第一百七卷》

三首國，又稱作三首人、三頭人，是《淮南子》所記海外三十六國之一，位於鑿齒的東方、周饒國（或是焦僥國）的西方，其民稱作三頭民，其人一身三首。在《山海經·海外南經》以及《海內西經》中有所記載。

## 記載
在《太平御覽》中記載，昆侖山上有一奇樹名作琅玕樹，樹上長有如珍珠般的美玉，南方有名為鳳的鳥以此為食，為此黃帝派名叫離朱的天神日夜守候，及其樣貌為三個腦袋、六隻眼睛，並以六隻眼輪流守候琅玕樹。

## 畫作

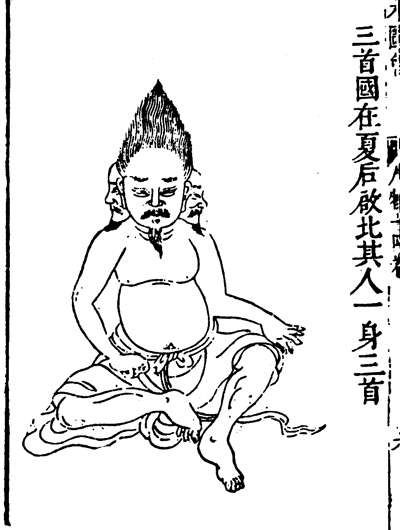
明朝，王圻《三才圖會》
明朝，胡文煥《山海經圖》